# صغر صيوان الأذن
صغر صيوان الأذن هو تشوه خلقي يتمثل في عدم اكتمال نمو الأذن الخارجية. أما في الحالات التي لا يتطور فيها الصيوان تمامًا، فيُطلق على هذا التشوه اسم "انعدام الأذن". وبما أن صغر صيوان الأذن وانعدام الأذن ينشآن من نفس المصدر، يمكن الإشارة إليهما معًا كـ "صغر صيوان الأذن وانعدام الأذن".
يمكن أن يكون صغر صيوان الأذن إما أحادي الجانب، حيث يؤثر على جانب واحد فقط من الأذنين، أو ثنائي الجانب، حيث يؤثر على كلا الجانبين. يقدر حدوث صغر صيوان الأذن بمعدل 1 من كل 8000 إلى 10000 ولادة.
في حالات صغر صيوان الأذن الأحادي الجانب، تكون الأذن اليمنى هي الأكثر تأثرًا بشكل شائع. كما قد يحدث هذا التشوه كأحد مضاعفات تناول عقار أكوتان (أيزوتريتينوين) أثناء الحمل.

## التصنيف
وفقًا لتصنيف ألتمان، هناك أربع درجات لصغر صيوان الأذن:
- الدرجة الأولى: تطوير غير كامل للأذن الخارجية مع وجود هياكل قابلة للتحديد وقناة أذن خارجية صغيرة ولكن موجودة.
- الدرجة الثانية: أذن مطورة جزئيًا (غالبًا ما يكون الجزء العلوي غير مكتمل النمو) مع قناة أذن خارجية ضيقة مغلقة مما يؤدي إلى فقدان السمع التوصيلي.
- الدرجة الثالثة: غياب الأذن الخارجية مع وجود هيكل صغير يشبه الفستق وغياب قناة الأذن الخارجية والطبل الأذني. يُعتبر هذا الشكل من صغر صيوان الأذن الأكثر شيوعًا.
- الدرجة الرابعة: غياب كامل للأذن أو ما يُعرف بانعدام الأذن (Anotia).

## التشخيص
يُعتمد تشخيص صغر صيوان الأذن على الفحص السريري، ولا يتطلب الأمر عادةً إجراء فحوصات إضافية. ومع ذلك، قد يقوم الطبيب في بعض الحالات بفحص غشاء الطبل والمجرى السمعي الظاهر، وفي حالات خاصة قد يتم اللجوء إلى تخطيط السمع.

### السمع

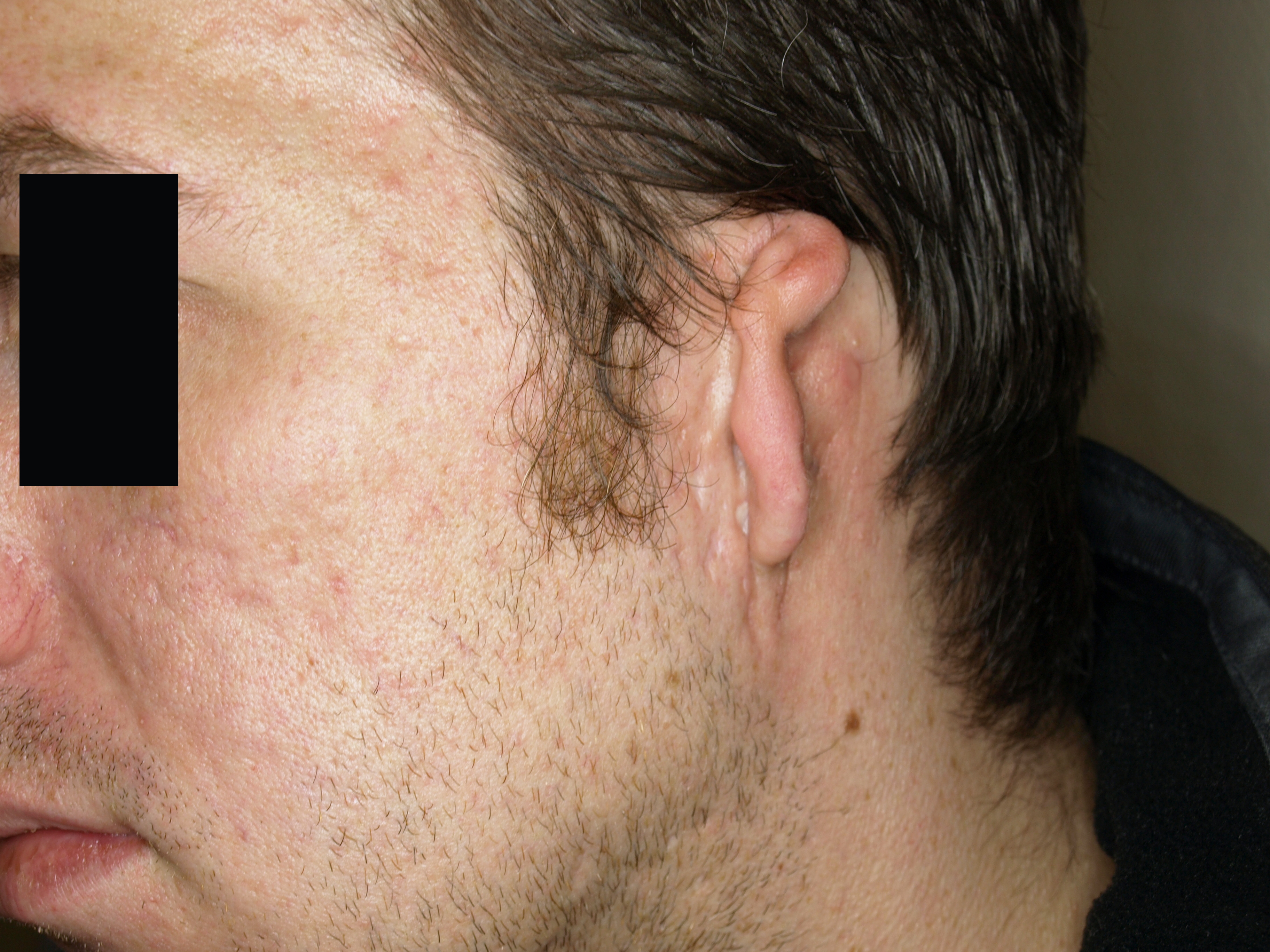
صيوان أذن أحادي الجانب من النوع الثالث

عادةً ما يُجرى اختبار لتحديد جودة السمع في وقت مبكر، خلال أول أسبوعين، باستخدام اختبار الاستجابة السمعية لجذع الدماغ (Brain Stem Auditory Response Test - BAER). وفي سن 5-6 سنوات، قد يتم إجراء التصوير الطبقي المحوري (CT أو CAT scans) للأذن الوسطى لتوضيح تطورها وتحديد المرضى المرشحين للجراحة لتحسين السمع. بالنسبة للأطفال الأصغر سناً، يتم ذلك تحت التخدير.
فقدان السمع المرتبط بحالة الرتق السمعي (Aural Atresia) هو فقدان توصيلي للسمع بسبب عدم قدرة الأصوات على الوصول إلى الأذن الداخلية. يحدث ذلك بسبب غياب قناة السمع والغشاء الطبلي، بالإضافة إلى أن عظام الأذن مثل المطرقة (Malleus) والسندان (Incus) وعظم الركاب (Stapes) تكون غير مكتملة النمو.
أما فقدان السمع الحسي العصبي (Sensorineural Hearing Loss)، فينشأ عن مشكلة في الأذن الداخلية أو القوقعة، ولا يمكن تصحيحه جراحيًا. ومع ذلك، يمكن تكييف الأذن لتضخيم السمع، وتوفر إعادة التأهيل نتائج ممتازة لأولئك الذين يعانون من هذه الحالة. وإذا كان فقدان السمع شديدًا إلى عميق في كلا الأذنين، قد يكون الطفل مرشحًا لزراعة القوقعة.

### الاذن الخارجية
تعتمد الجراحة لإعادة بناء الأذن الخارجية على التقنية المستخدمة، حيث يمكن إجراؤها في سن السابعة باستخدام غضروف من الضلع (Rib Cartilage Grafts)، ولكن يفضل بعض الجراحين الانتظار حتى سن 8-10 سنوات ليتقارب حجم الأذن مع حجمها البالغ. وقد تم إجراء جراحة مماثلة لطفل في الخامسة من عمره.
إعادة تشكيل الأذن الخارجية تتنوع بين عدة خيارات:
- زراعة غضروف الضلع (Rib Cartilage Grafts):[6][7][8][9][10] تُنفذ هذه الجراحة بواسطة جراحين متخصصين في هذه التقنية، حيث يتم نحت جزء من غضروف ضلع المريض على شكل أذن. يُعتبر غضروف المريض نسيجاً حيوياً، مما يسمح له بالنمو مع الطفل. بعض الجراحين يفضلون الانتظار حتى سن الثامنة لضمان كفاية طول الضلع، بينما يجرى البعض الجراحة في سن السادسة بناءً على خبراتهم.[8][10] تتم العملية على عدة مراحل تتراوح بين مرحلتين إلى أربع، حسب أسلوب الجراح.[9][11][6]

- إعادة تشكيل الأذن باستخدام زراعة لدائن البولي إيثيلين (Polyethylene Plastic Implant أو Medpor): تتم هذه الجراحة في 1-2 مرحلة، ويمكن البدء فيها من سن الثلاث سنوات. لا تتطلب هذه الجراحة بقاء المريض في المستشفى. يعتمد الإجراء على استخدام إطار مسامي يسمح بنمو أنسجة المريض فيه لتشكيل الأذن الجديدة، حيث تجرى الجراحة الثانية بعد 3-6 أشهر لإجراء تعديلات طفيفة إذا لزم الأمر.

- جراحة ترقيعية للأذن (Ear Prosthesis): يتم تصنيع الأذن الاصطناعية خصيصاً لتناسب شكل الأذن السليمة للمريض بواسطة مختصين في صناعة الأطراف (Anaplastologists). الأذن الاصطناعية تبدو طبيعية وتتطلب بعض العناية اليومية. عادةً ما تصنع من السيليكون، الذي يمكن تلوينه ليتناسب مع لون البشرة المحيطة. يتم تثبيتها إما بواسطة مادة لاصقة أو براغي من التيتانيوم تُزرع في الجمجمة، حيث يحتوي الصيوان الصناعي على مغناطيس يثبت الأذن في مكانها. كما تستخدم البراغي في جهاز السمع المزروع (BAHA) الذي يتم تثبيته في الجمجمة ويمكن وضعه وإزالته بسهولة.

على الرغم من أن الجراحة توفر شكلاً طبيعياً للأذن، إلا أن العناية اليومية بالأذن الصناعية قد تجعل المريض يشعر بعدم واقعيتها.

## حالات ذات صلة
رتق السمع (Aural Atresia) هو حالة غير مكتملة النمو للأذن الوسطى، وغالباً ما يكون مصحوباً بصغر صيوان الأذن. يحدث الرتق نتيجة لعدم وجود فتحة خارجية للقناة السمعية في المرضى الذين يعانون من صغر صيوان الأذن، رغم أن القوقعة وأجزاء الأذن الداخلية غالباً ما تكون موجودة. يرتبط مدى صغر صيوان الأذن عادةً بدرجة تطور الأذن الوسطى. على الرغم من أن صغر صيوان الأذن يعد حالة منفردة، فإنه قد يرتبط ببعض الحالات الأخرى مثل:
- صغر أحد نصفي الوجه [الإنجليزية] (Hemifacial Microsomia)
- متلازمة جولدن هار (Goldenhar syndrome)
- متلازمة تريشر كولينز (Treacher Collins syndrome).[13]

وفي بعض الأحيان، قد يرتبط أيضاً بمشاكل في وظائف الكلى (نادراً ما تهدد الحياة)، مشاكل في الفك، وفي حالات نادرة، خلل في القلب وتشوهات في العمود الفقري.